# Radical – Eine Klasse für sich
Radical – Eine Klasse für sich ist ein US-amerikanischer Spielfilm von Christopher Zalla aus dem Jahr 2023. Das Drama erzählt von einem Lehrer, der an einer mexikanischen Grundschule in einem Problemviertel unterrichtet. Mit innovativen didaktischen Methoden versucht er seinen Schülern die Freude am Lernen zurückzugeben. Die Hauptrolle übernahm Eugenio Derbez.
Die Uraufführung erfolgte im Januar 2023 beim 39. Sundance Film Festival.

## Handlung
Die Schüler der sechsten Klassen der José-Urbina-López-Grundschule in Matamoros zählen zu den Schülern mit den schlechtesten schulischen Leistungen in ganz Mexiko. Ihre Welt ist geprägt von Gewalt und Not. Die Lehrer versuchen die Kinder mit anmaßender Disziplin zu erziehen, was nicht von Erfolg gekrönt ist. Eines Tages beginnt der neue Lehrer Sergio Juárez seinen Dienst an der Schule. Obwohl er über wenige didaktische Fähigkeiten verfügt, verfolgt er einen radikal anderen Ansatz, um den übersehenen, apathischen Kindern die Neugierde und die Freude am Lernen zurückzugeben.

## Hintergrund
Radical – Eine Klasse für sich ist der zweite Kinospielfilm des in Kenia geborenen und in Guatemala lebenden Filmregisseurs und Drehbuchautors Christopher Zalla. Für sein Spielfilmdebüt Padre Nuestro – Vater unser gewann er 2007 auf dem Sundance Film Festival den Großen Preis der Jury für den besten amerikanischen Spielfilm. Sein neuestes Werk ist nach einer wahren Begebenheit inszeniert und basiert ursprünglich auf einem Artikel von Joshua Davis, der den Film koproduzierte. Die Hauptrolle übernahm der mexikanische Schauspieler und Komödiant Eugenio Derbez, der ebenfalls als Produzent an dem Projekt beteiligt war.

## Veröffentlichung und Rezeption
Die Uraufführung erfolgte am 20. Januar 2023 beim 39. Sundance Film Festival, wo das Werk in die Sektion Premieres eingeladen wurde. Radical fand Anklang bei der englischsprachigen Filmkritik. Auf der Website Rotten Tomatoes erhielt das Werk unter 88 Prozent der Filmkritiker bislang Zuspruch.

## Auszeichnungen
Im Rahmen des Filmfestivals von Sundance gewann Radical – Eine Klasse für sich den Festival Favourite Award, der sich aus den Publikumsbewertungen aller gezeigten Spielfilme ergibt. Beim 27. Filmfestival Málaga im Jahr 2024 wurde der Film als Bester Spielfilm Iberoamerikas mit dem Biznaga de Oro („Goldener Jasmin“) ausgezeichnet.
Die Jury der Deutschen Film- und Medienbewertung (FBW) hat den Film mit dem Prädikat „besonders wertvoll“ ausgezeichnet. In ihrer Begründung bezeichnet die Jury den Film unter anderem als „inspirierende Geschichte von einem visionären Pädagogen, der bei den Bedürfnissen der Kinder ansetzt und durch sein Beispiel das rigide Schulsystem des Landes verändern will.“ Der Film „beruht auf einer wahren Geschichte und Christopher Zalla bemüht sich, sie so realistisch und wahrhaftig wie möglich zu erzählen. So wirkt sein Film quasi-dokumentarisch und für einen Spielfilm karg und fast kunstlos. Aber dadurch wirkt das Gezeigte eben auch sehr realistisch und authentisch.“